# Wormskiold
Wormskiold er en uddød dansk adelsslægt tilhørende lav- og brevadelen.
Knud Hansen Worm, i Christian IV's tid skriver ved Holmen og siden herredsfoged i Smørum og Ølstykke Herreder, var farfader til en formuende aalborgsk købmand, Peder Christiansen Worm (1681-1746). Dennes søn, kancellisekretær, cand. theol. Henrik Christian Worm til Bramming (1726-1760), blev 22. april 1757 optaget i den danske adel med navnet Wormskiold. Han var gift med Ingeborg Christiane Teilmann (1720-1785).
Han var fader til rentekammerdeputeret, konferensråd Peder Wormskiold (1750-1824), gift med Margrethe Mette de Teilman (1757-1837), hvis ugifte søn, premierløjtnant, cand. jur. Morten Wormskiold (1783-1845), kendt som deltager i forskningsrejser til Grønland og Kamtjatka, blev sin slægts sidste mand. Hans søstre var overhofmesterinde Ingeborg Christiane Wormskiold (1784-1859), gift med Peder Otto Rosenørn (1778-1828), og Mette Margrethe Wormskiold (1786-1858), gift med Carl Gustav Rosenørn (1784-1858).